# Riccardo Ehrman
Riccardo Ehrmann (Florencia, 4 de noviembre de 1929-Madrid, 14 de diciembre de 2021) fue un periodista italiano conocido por preguntar al miembro del Politburó del Partido Socialista Unificado de Alemania (SED por sus siglas en alemán), el partido gobernante de la entonces Alemania Oriental, Günter Schabowski, el 9 de noviembre de 1989, sobre los visados de salida para los habitantes de dicho país precipitando la caída del Muro de Berlín ese mismo día, que fue parte de las revoluciones de 1989.

## Vida inicial
Ehrman nació el 4 de noviembre de 1929 en Florencia, Italia. Sus padres eran judíos ucranianos de Lemberg (actual Leópolis) que habían decidido quedarse en Italia durante su luna de miel. A los 13 años, lo trasladaron al campo de internamiento de Ferramonti di Tarsia. En septiembre de 1943, fue liberado por el ejército británico.
Ehrman estudió derecho mientras era periodista en Florencia. Comenzó como corresponsal de Associated Press en Roma, Italia, y luego se convirtió en corresponsal de la Agenzia Nazionale Stampa Associata (ANSA), una agencia de prensa italiana.

## Carrera
Ehrman, mientras trabajaba para ANSA en Ottawa, Canadá, en 1976 fue enviado por primera vez a Berlín, pero estuvo confinado durante dos meses en Roma esperando que se aceptara su visa. Ese año conoció a una española, con la que se casaría en 1981. Posteriormente fue trasladado a la India.

## La pregunta de Ehrman
En 1982, Ehrman se desempeñó brevemente como corresponsal para Alemania Oriental. En 1985, ANSA le pidió que regresara a Berlín Este, debido a su fluidez en alemán. El 9 de noviembre de 1989, fue convocado a una conferencia de prensa en la que el gobierno de la RDA debía anunciar que facilitaría la movilidad de los ciudadanos de Alemania Oriental a Alemania Occidental.
Schabowski anunció en esa conferencia de prensa, retransmitida en directo por la televisión de Alemania Oriental, que todas las restricciones habían sido retiradas y, creyendo que podrían pasar sin ningún trámite al otro lado, decenas de miles de personas fueron de inmediato al muro, donde los guardias fronterizos no se atrevieron a disparar y al fin abrieron los puntos de acceso. Schabowski acabó la conferencia de prensa a las 18:53. Se encontraban sobre el podio junto a Schabowski los miembros del Comité central del SED: Helga Labs, Gerhard Beil y Manfred Banschak. La cuestión se remitió a las actas de la conferencia de prensa.
Ehrman preguntó sobre el derecho de viaje. En abril de 2009, Ehrman declaró que antes había recibido una llamada telefónica en la que se le decía que hiciera una pregunta sobre la ley de viajes:

Señor Schabowski, ¿cree usted que fue un error introducir la Ley de Viajes hace unos días?

Se refería a una ley de permisos de viaje muy confusa que había provocado un éxodo de miles de alemanes a través de las fronteras de Checoslovaquia y Hungría. Schabowski sacó unos papeles del bolsillo y repitió que, para evitar más líos, los ciudadanos de la RDA podrían ir al Oeste, esta vez sin pasaporte ni visado: sólo mostrando el carné de identidad o un documento parecido. Schabowski leyó un proyecto de ley del consejo de ministros que tenía delante a las 18:57:

Los viajes privados al extranjero se pueden autorizar sin la presentación de un justificante; motivo de viaje o lugar de residencia. Las autorizaciones serán emitidas sin demora. Se ha difundido una circular a este respecto. Los departamentos de la Policía Popular responsables de los visados y del registro del domicilio han sido instruidos para autorizar sin retraso los permisos permanentes de viaje, sin que las condiciones actualmente en vigor deban cumplirse. Los viajes de duración permanente pueden hacerse en todo puesto fronterizo con la RFA.

A la pregunta del periodista Riccardo Ehrman (se ha dicho que la formuló el reportero Peter Brinkmann):

Wann tritt das in Kraft? (¿Cuándo entra en vigor?)

Schabowski hojeó sus notas y contestó:

«Ab sofort» («De inmediato»).

Schabowski cometió un error, no leyó la segunda página del documento, en la que se establecía que la medida tenía efecto desde el día siguiente.
Gracias a los anuncios de las radios y televisiones de la RFA y Berlín Oeste bajo el título «¡El Muro está abierto!», muchos miles de berlineses del Este se presentaron en los puestos de control y exigieron pasar al otro lado. Ni las tropas de control de fronteras ni los funcionarios del ministerio encargados de regularlas estaban informados. Sin una orden, bajo la presión de la gente, el punto de control de Bornholmerstraße se abrió a las 23:00, seguido de otros puntos de paso, tanto en Berlín como en la frontera con la RFA. Muchos telespectadores se pusieron en camino. A pesar de todo, la verdadera avalancha tuvo lugar a la mañana siguiente. Muchos durmieron toda la noche para asistir a la apertura de la frontera el 10 de noviembre.
En 1991, Ehrman fue asignado a España, donde permaneció hasta su retiro. En 2008 le fue otorgada la Orden del Mérito de la República Federal de Alemania.

## Muerte
Ehrman murió en Madrid el 14 de diciembre de 2021, a la edad de 92 años.